# Tempio delle iscrizioni

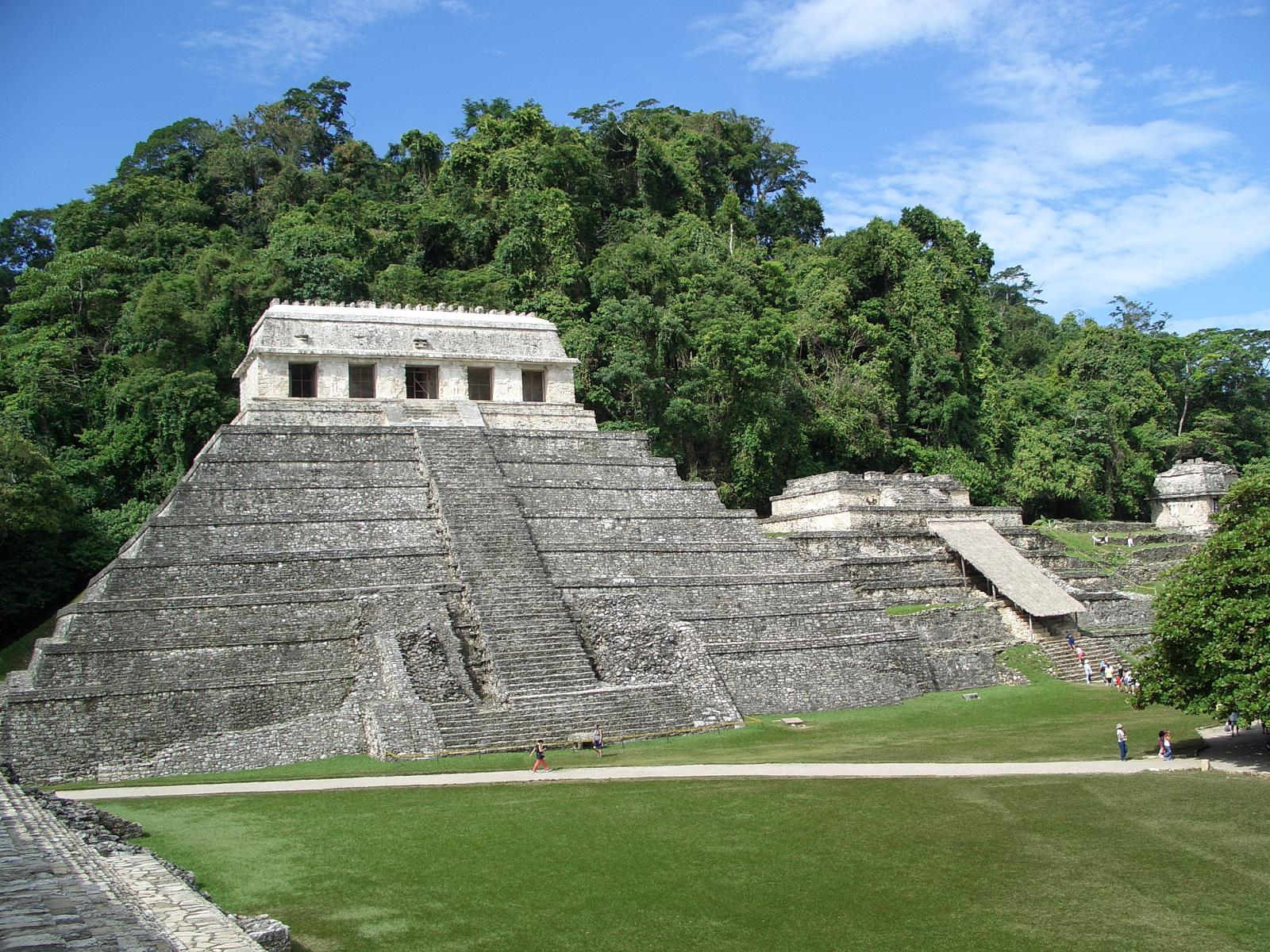
Tempio delle iscrizioni, Palenque

Il Tempio delle iscrizioni (maya: Bʼolon Yej Teʼ Naah "Casa delle nove lance affilate") è la più grande delle piramidi mesoamericane a gradini precolombiane della civiltà Maya sita a Palenque, nell'odierno stato del Chiapas in Messico.
La struttura venne costruita come monumento funerario per K'inich Janaab' Pakal, ajaw o re di Palenque, nel VII secolo, il cui regno durò quasi 70 anni. La costruzione di questo monumento iniziò nell'ultimo decennio della sua vita, e fu completata da suo figlio e suo successore K'inich Kan B'ahlam II. All'interno del sito di Palenque, si trova in un'area nota come Corte del Tempio delle iscrizioni ed è orientata ad angolo retto a al sud-est del Palazzo. Il Tempio delle iscrizioni è stato significativo nello studio degli antichi Maya, grazie allo straordinario campione di testo geroglifico trovato sulle tavole di iscrizione, agli impressionanti pannelli scultorei sui piloni dell'edificio e ai reperti trovati all'interno della tomba di Pakal.

## Struttura
La struttura consiste in un "tempio" che si trova in cima a una piramide a otto gradini (per un totale di nove livelli). I cinque ingressi nella parte anteriore dell'edificio sono circondati da banchine recanti sia le immagini scolpite che i testi geroglifici in scrittura maya da cui il nome dato al tempio. All'interno una scala conduce alla cripta contenente il sarcofago di Pakal.

## Storia
Il tempio venne terminato poco dopo il 683. La costruzione venne iniziata dallo stesso Pakal e completata da suo figlio K'inich Kan B'ahlam II, che fece inserire le decorazioni finali.
Nonostante il fatto che Palenque e il Tempio delle iscrizioni fossero stati visitati e studiati per più di duecento anni, la tomba di Pakal non fu scoperta fino al 1952. Alberto Ruz Lhuillier, un archeologo messicano, rimosse una lastra di pietra dal pavimento del tempio, rivelando una scala piena di macerie. Due anni dopo, quando la scala fu ripulita, si scoprì che conduceva alla tomba di Pakal.

## Pannelli
Il tempio ha sei pannelli verticali etichettati da A a F, ciascuno con testi, rappresentazioni artistiche, o entrambi eseguiti in rilievo in gesso (stucco). I pannelli A e F hanno solo testo geroglifico. Quelli da B ad E hanno immagini di persone dalla figura infantile con un serpente come gamba.

### Pannello A
La decorazione è interamente costituita da testo geroglifico. Tuttavia, solo undici glifi e porzioni di glifo sopravvivono fino ad oggi. Tra questi glifi è chiaramente visibile una "cattura" ma non si riesce a distinguere chi o cosa sia stato catturato poiché i glifi corrispondenti sono illeggibili.

### Pannello B
Nel pannello è raffigurata una scena in cui una figura umana tiene in mano il "bambino" Dio K, una delle cui gambe è un serpente.
La figura umana è in realtà a grandezza naturale (165 cm. di altezza), ma la sua posizione e la prospettiva la fanno sembrare molto più grande. Indossa un elaborato copricapo di piume, una gonna di pelle di giaguaro e una cintura oltre che un perizoma e un corto mantello di perline, ma a causa di alcuni danni alcune parti sono mancanti, così come la testa della figura.
Si pensa che la figura tenuta dalla figura umana sia il Dio K, sebbene la sua caratteristica "fronte svasata" sia visibile solo sul pannello D. La figura di Dio K, spesso descritta come un "bambino" o "infante", ha una gamba umana e una a forma di serpente. La gamba umana termina con un piede con sei dita che è cullato dall'altra figura. È probabile, specialmente considerando l'enfasi posta sulla polidattilia, che questa caratteristica sia un riferimento al figlio di Pakal, Kan B'alam II, che è normalmente ritratto con sei dita su una mano e sei dita su un piede.

### Pannello C
Si pensa che la figura del pannello C sia una donna, forse la madre di Pakal, Signora Zac-Kuk. L'aspetto di psychoduct (un condotto cavo che va dal tempio esterno alla tomba di Pakal) e la fascia di pietra che si collega ad esso hanno portato molti a confrontare la struttura con un cordone ombelicale. Il fatto che questo "cordone ombelicale" colleghi la figura del pannello C alla tomba di Pakal (e per estensione, allo stesso Pakal) fa supporre che sia identificata come Signora Zac-Kuk. Il cordone ombelicale può quindi essere interpretato come un riferimento alla linea di sangue reale.

### Pannello D
Il pannello D fornisce la prova che la figura del "bambino" è, in effetti, il Dio K. In questa raffigurazione della figura "bambino", indossa una "ascia" o "bagliore" che comprende uno specchio (visibile sotto le piume del copricapo della figura), qualcosa di caratteristico del Dio K. La figura su questo pannello è più completa della stessa figura presente su uno degli altri pannelli. Inoltre nella raffigurazione del Dio K sono presenti tre tagli verticali sulla schiena. Questi mostrano di essere intenzionali, ma il loro significato è ancora sconosciuto.

### Pannello E
La figura all'impiedi sul pannello E è molto probabilmente K'an B'alam I. L'elaborato copricapo indossato contiene glifi che lo identificano come "chan-bahlum". È improbabile che ciò si riferisca a Kan B'alam II perché si pensa che sia rappresentato dalla figura del Dio K. Poiché Kan B'alam II, pronipote di Kan B'alam I, finì la decorazione del Tempio delle iscrizioni, questo può essere considerato come uno sforzo per rafforzare la legittimità della sua pretesa al trono; sta enfatizzando la sua relazione con il suo antenato e omonimo, così come quelle con suo padre e sua nonna.

### Pannello F
Il pannello F contiene un solo blocco di glifi rimasti per quello che si pensa sia un titolo, tradotto come "coniglio morto", seguito dal titolo e dal nome "Kinich Kan B'alam", dopo di che arriva un glifo sconosciuto (probabilmente un altro titolo), e il glifo per Palenque.

### Colorazione
Sebbene gran parte del colore dei pannelli si sia deteriorato, alcuni sono ancora visibili oggi. In origine sarebbero stati straordinariamente colorati. Rosso brillante, giallo e blu erano i colori dominanti nei pannelli di stucco. Un sottile strato di vernice rosso chiaro era stata applicata a tutte le sculture in stucco come una sorta di colore di fondo mentre lo stucco era ancora bagnato, legando il colore alla struttura. Poiché il tempio è stato ripetutamente ridipinto, si possono osservare strati di pigmento tra strati di stucco. Il colore blu significava i Cieli e gli Dei e sarebbe stato applicato a cose relative agli dei, così come i testi glifiici sulla scultura. Il colore giallo si riferiva a Xibalba, l'inferno dei Maya, che era associato ai giaguari, quindi le gonne di pelle di giaguaro erano colorate di conseguenza.

## Tavolette delle iscrizioni
Il Tempio delle iscrizioni prende il nome da tre tavolette di geroglifici, conosciute come Tavoletta orientale, Tavoletta centrale e Tavoletta occidentale, poste sulle pareti interne del tempio. Queste tavolette sottolineano l'idea che gli eventi accaduti in passato si sarebbero ripetuti nella stessa data, un tema che si trova anche nei Libri di Chilam Balam e costituisce una delle iscrizioni Maya più lunghe (617 glifi). Le colonne tra E ed F segnano l'inizio di una registrazione di vari eventi nella vita di Pakal che continua fino alle ultime due colonne sulle tavolette, che annunciano la sua morte e nominano Kan B'alam II come suo erede. Tutte le tavolette, escluse le ultime due colonne, sono state completate durante la vita di Pakal.

## Tomba di Pakal

Il coperchio del sarcofago.

### Struttura
Per evitare il crollo della tomba a causa dell'immenso peso della piramide, gli architetti hanno progettato la camera a forma di capanna usando una volta a crociera e contrafforti ad incasso.

### Artefatti
La tomba di Pakal ha portato alla luce numerosi importanti reperti archeologici e opere d'arte.

#### Sarcofago
Tra questi ritrovamenti c'era il coperchio del sarcofago di Pakal. Nell'immagine che lo copre, Pakal si trova in cima al "mostro della terra". Sotto di lui ci sono le mascelle aperte di un giaguaro, che simboleggia Xibalba. Sopra di lui c'è demone-uccello, appollaiato in cima all'albero del mondo mesoamericano (rappresentato da una croce) che, a sua volta, tiene un serpente tra i suoi rami. Quindi, nell'immagine Pakal si trova tra due mondi: il cielo e il mondo sotterraneo. Anche sul sarcofago sono rappresentati gli antenati di Pakal, con una linea che traccia sei generazioni.

#### Altro
La maschera mortuaria di Pakal è un altro straordinario manufatto trovato nella tomba. Il volto della maschera è interamente realizzato in giada, mentre gli occhi sono costituiti da conchiglie, madreperla e ossidiana.
Nel sarcofago c'erano diverse teste di giada più piccole e sotto la base è stato trovato un ritratto in stucco del re.
All'ingresso della cripta sono stati trovati cinque scheletri, sia maschili che femminili. Queste vittime sacrificali erano destinate a seguire Pakal nello Xibalba.

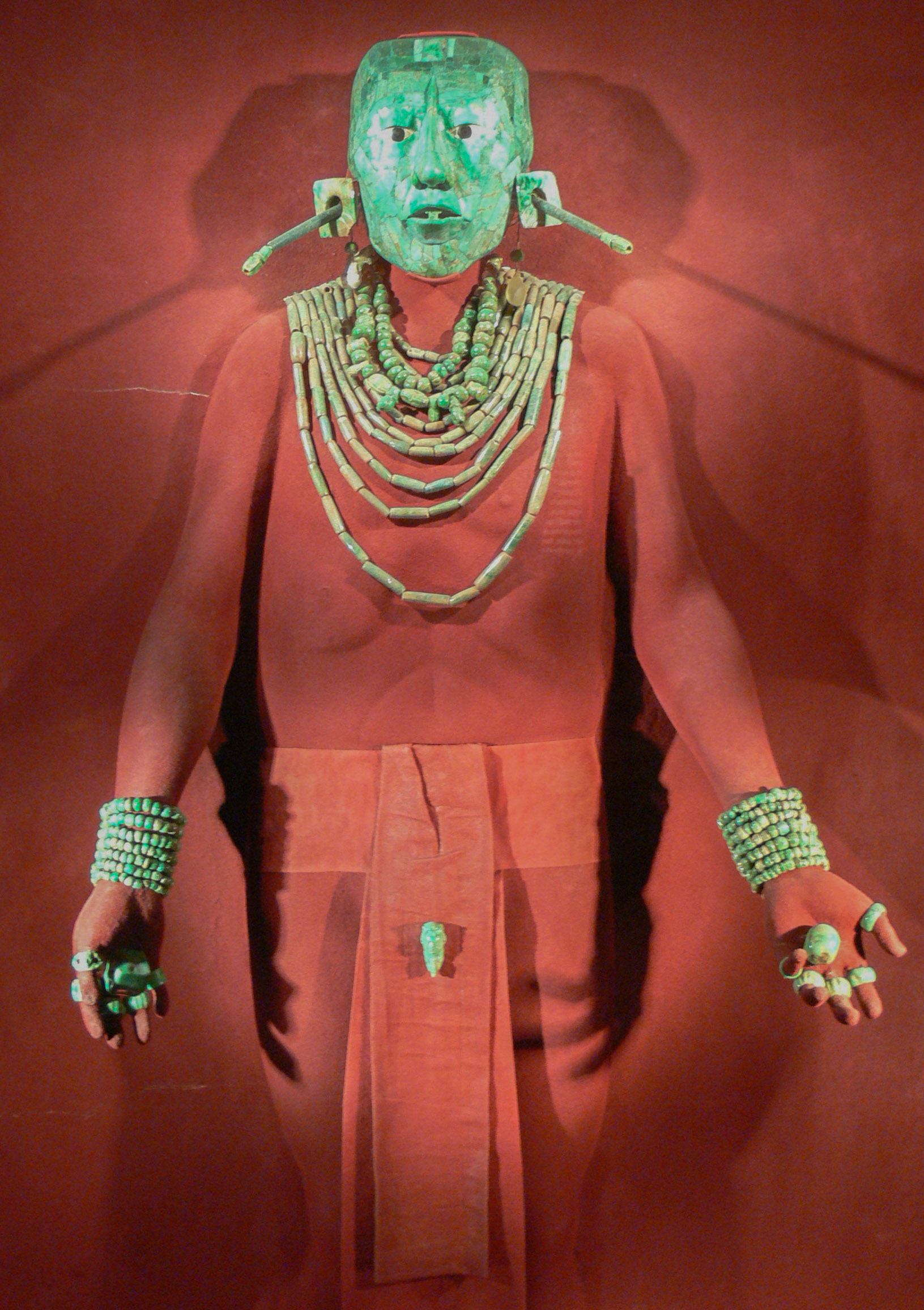
Tomba di Pakal: Ornamenti funebri
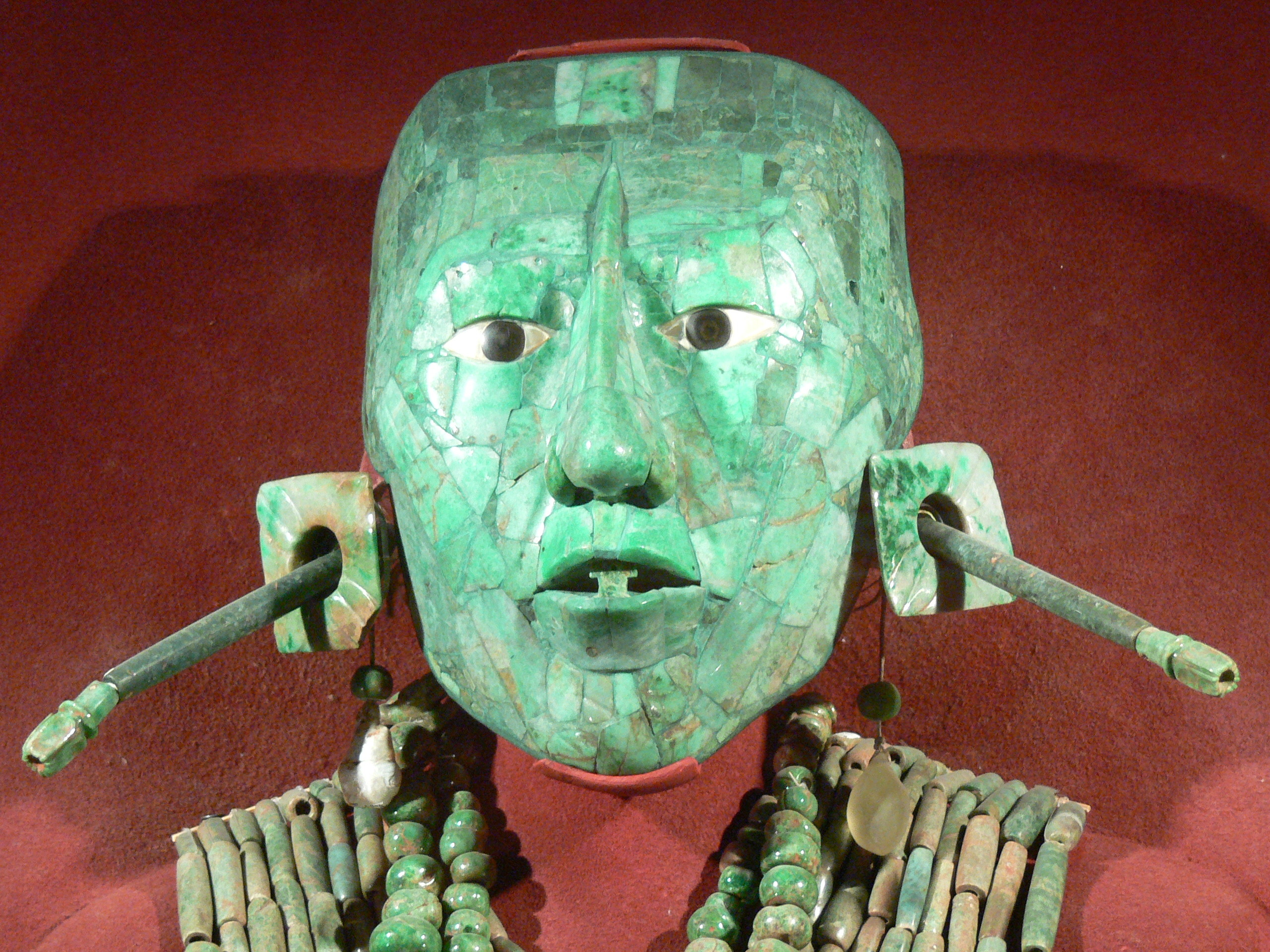
Tomba di Pakal: Maschera funebre
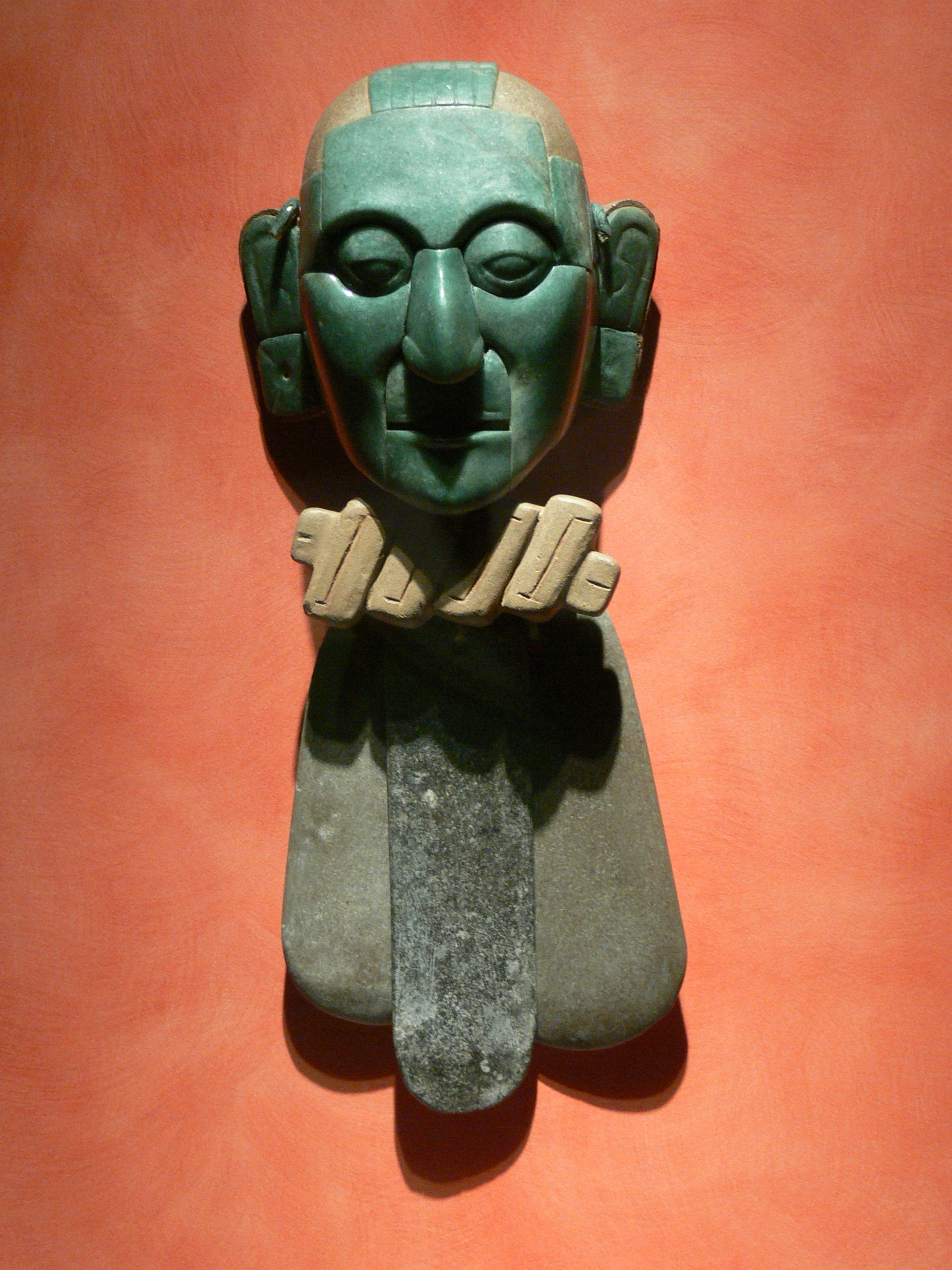
Tomba di Pakal: Offerta funebre